# Bata (obwód Burgas)
Bata (bułg. Бата) – wieś w Bułgarii, w obwodzie Burgas, w gminie Pomorie. W 2023 roku liczyła 1309 mieszkańców.